# 別府索道

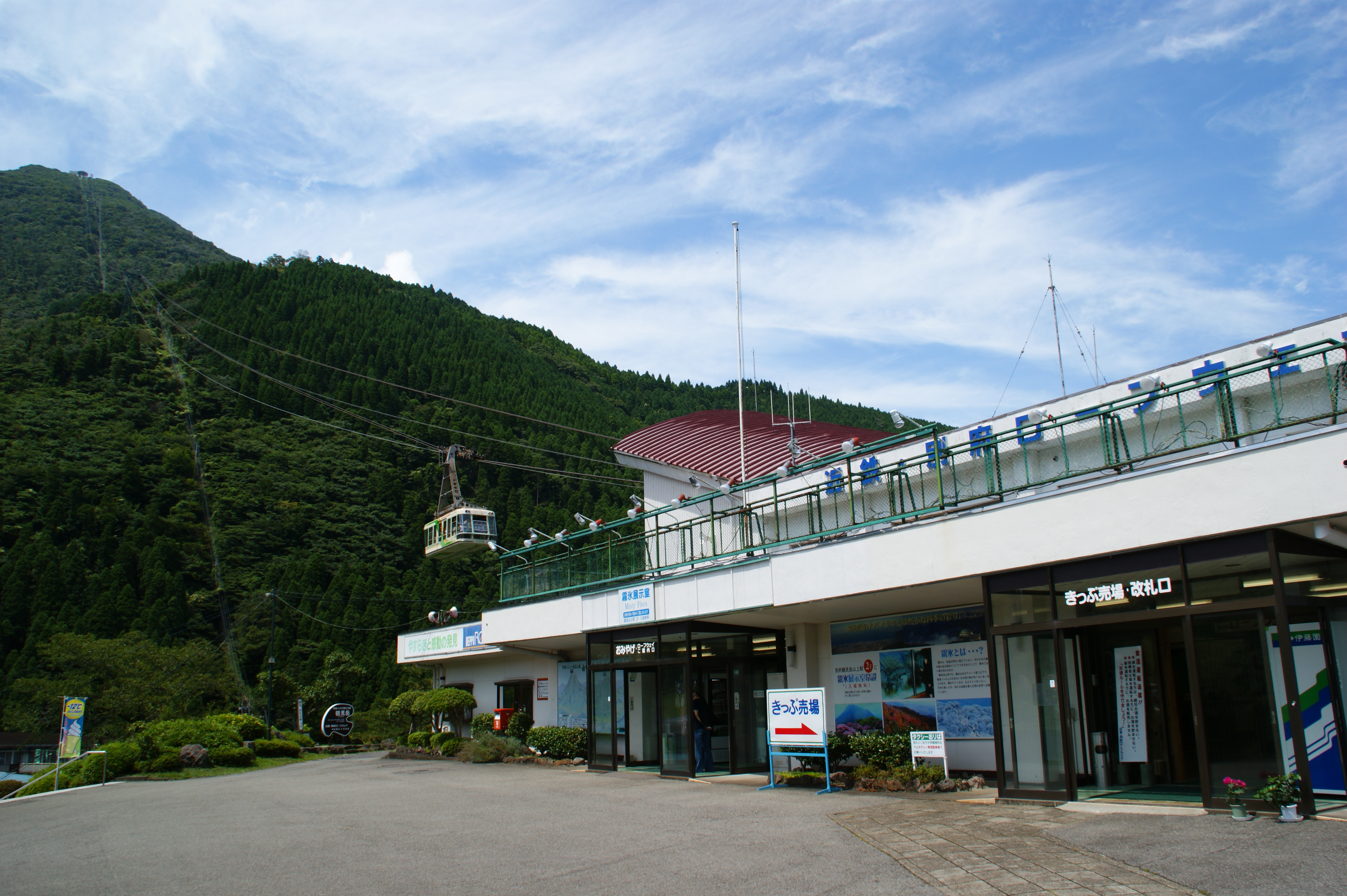
別府高原站（2008年）

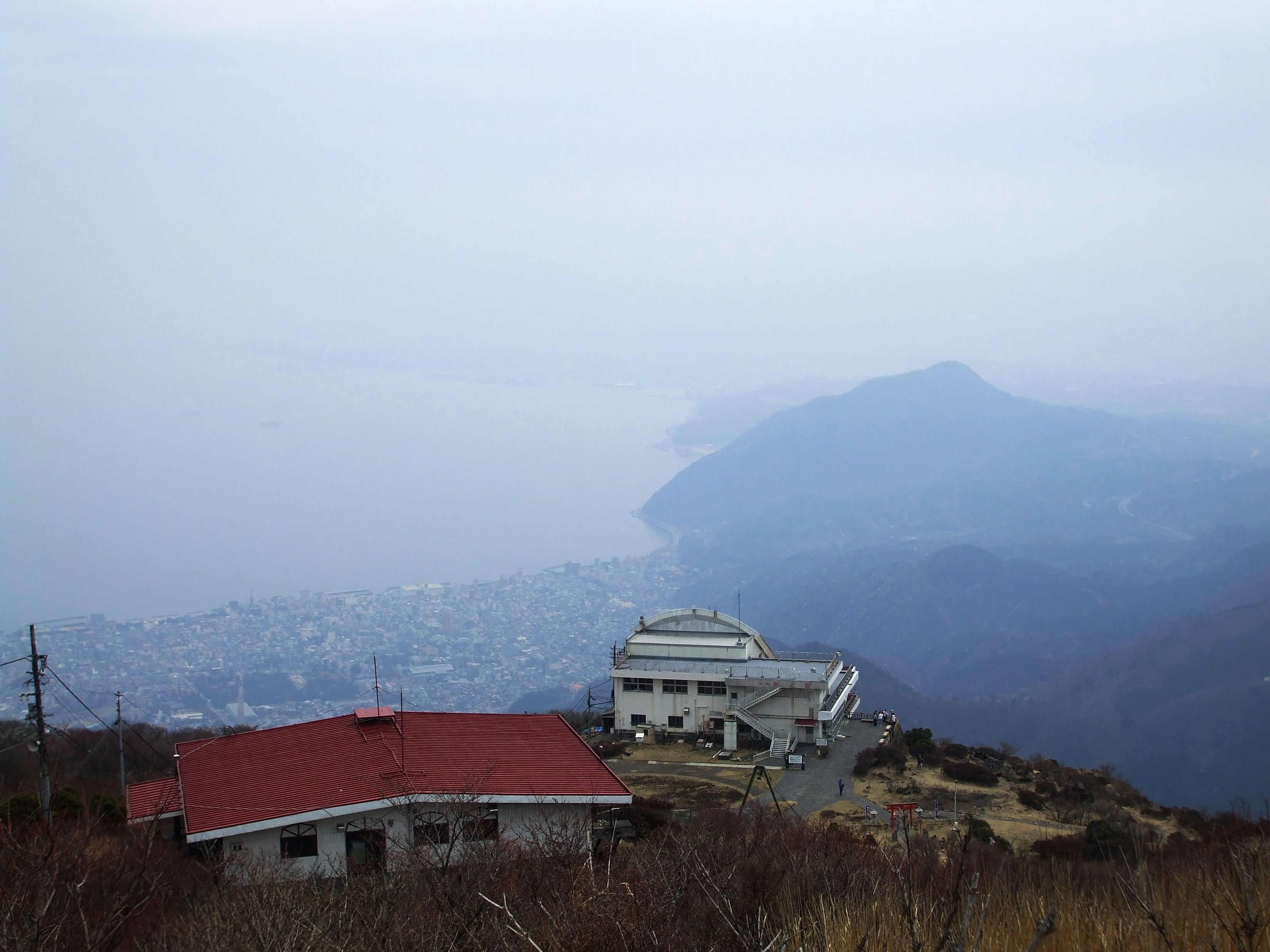
鶴見山上站（2009年）

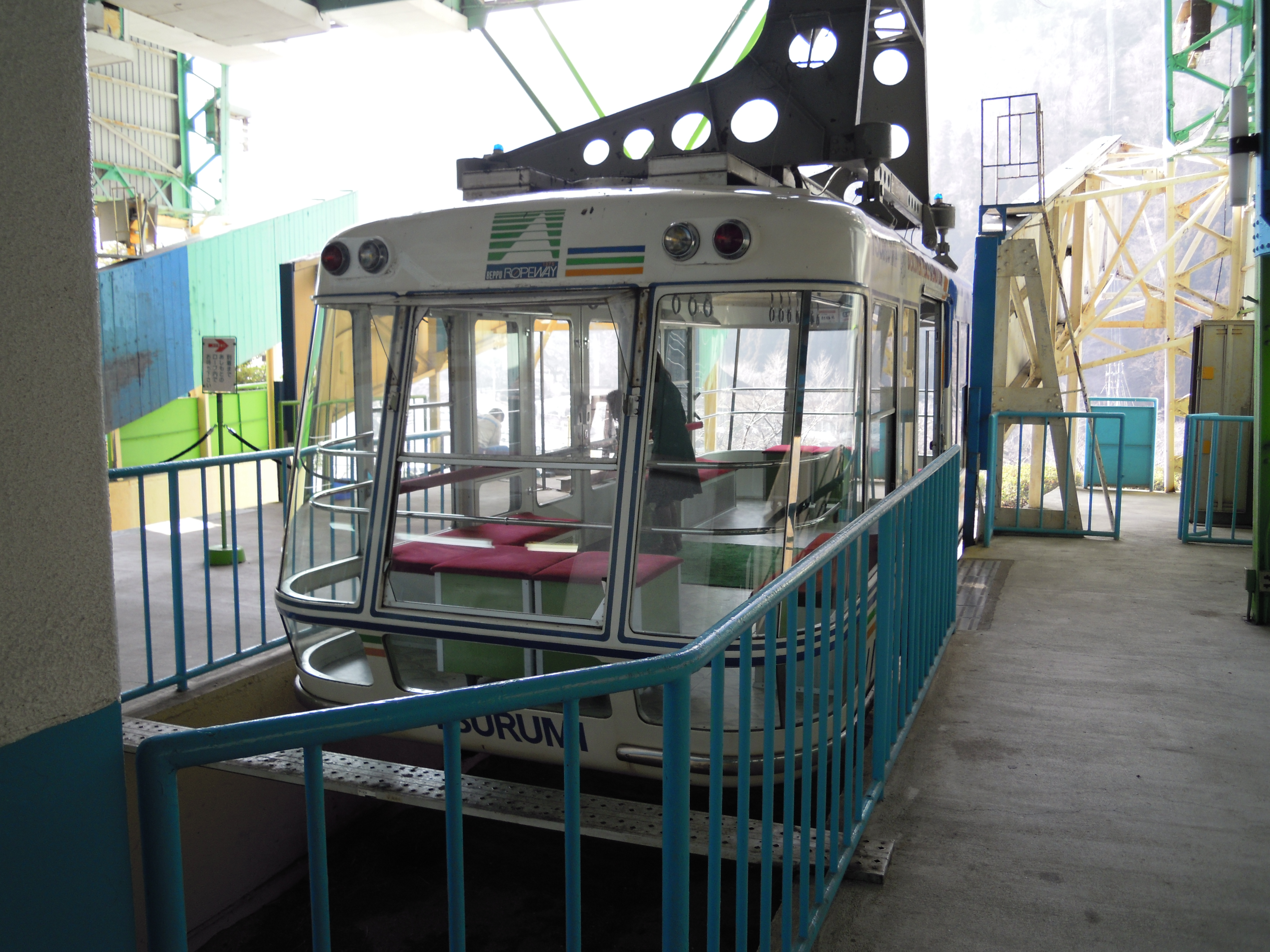
翻新前的吊車「鶴見」號（2010年）

別府索道（日语：／）是一條在大分縣別府市，連接鶴見岳（海拔1,374.5米）山腳至山上的索道。由近鐵集團控股旗下別府索道株式會社經營。

## 概要
索道連接鶴見岳山腰處的別府高原站（海拔503米）至山頂附近的鶴見山上站（海拔約1,300米），乘車需時約10分鐘。從車內可望見別府灣和由布岳，在天氣晴朗的日子更可遠眺四國和九重山。從鶴見山上站步行至鶴見岳頂峰需時15分鐘。在冬季，於鶴見山上站至鶴見岳山頂之間可觀看霧凇。

## 歷史
在1962年（昭和37年）12月21日，索道開始運行。在開始運行當時，吊車已經可乘載101人，成為世界第一架纜車可乘載超過一百人。在1986年（昭和61年），吊車翻新了。
在2012年（平成24年），為了啟用50周年，2架吊車進行大規模翻新，把「由布號」塗上藍色，把「鶴見號」塗上紅色。
在2018年（平成30年）7月14日，別府高原站進行翻新。除了加上木紋內飾外，還安裝了多種語言的指南，並安裝了直播山上的顯示屏。。

## 路線數據
- 路線距離（營業距離）：1,816米
- 車站數目：2個（包括起終點站）
- 高低差：792.5米[1]
- 最大斜度：33°38′[6]
- 最高行走速度：每秒4.1米[6]
- 方式：4線交走式普通索道[4]
- 索道柱：4座[6]

吊車分別名為「由布號」和「鶴見號」，各可乘載101人。每20分鐘一班（繁忙時期每15分鐘一班），於兩站來回行駛。

## 營業
- 營業時間
  - 夏季（3月15日-11月14日）：9：00-17：30（上行尾班車 17：00）
  - 冬季（11月15日-3月14日）：9：00-17：00（上行尾班車 16：30）
    - 日本黃金周和夏季，服務會延長至21:00
    - 元旦當天早上也會營業（初日之出運輸）

  - 年中無休
- 車費
  - 一般成人（中學生以上） - 來回：1,600日圓 單程：1,000日圓
    - 銀髮人士（70歲以上）與中學減200日圓

  - 一般小童（4歲以上） - 來回：800日圓 單程：500日圓[9]

## 接續交通
- 從JR九州日豐本線別府站乘坐龜之井巴士（日语：亀の井バス）前往由布院站前巴士中心方向，乘車約20分鐘於別府索道巴士站下車。

## 別府索道株式會社
別府索道株式會社（日语：／）是一家總部位於大分縣別府市大字南立石，近鐵集團旗下的公司。
公司主要經營別府索道，也經營於別府索道高原站附近的山野草館和九州燒酒館。在水分峠的水分峠休憩處已經在2009年5月尾關閉。

## 注腳
1. 1 2  . 別府ロープウェイ.   [2019-08-03]. （原始内容存档于2021-05-19） （日语）.
2. ↑  . 大分合同新聞. 2018-12-08  [2021-10-29]. （原始内容存档于2019-08-02）.
3. ↑  . 朝日新聞. 2018-12-09  [2021-10-29]. （原始内容存档于2021-10-29） （日语）.
4. 1 2 3   (新闻稿). 別府ロープウェイ株式会社（＠Press）. 2018-07-17  [2021-10-29]. （原始内容存档于2021-10-29） （日语）.
5. ↑  松本晋一. . グラフィック社. 2016-07: 178–179 （日语）.
6. 1 2 3 4 5  中島信. . 扶桑社. 2017-09: 178–179 （日语）.
7. ↑  . MyNavi新聞. 2018-07-21  [2021-10-29]. （原始内容存档于2021-10-29） （日语）.
8. ↑   (PDF) (新闻稿). 別府索道株式會社. 2018-07-17  [2021-10-29]. （原始内容 (PDF)存档于2021-10-29） （日语）.
9. 1 2  . 別府ロープウェイ.   [2019-06-04]. （原始内容存档于2021-09-19） （日语）.

## 外部連結
- 近鐵・別府索道 （页面存档备份，存于）（日語）